# Закон исключённого третьего
Закон исключённого третьего (лат. tertium non datur, то есть «третьего не дано») — закон классической логики, утверждающий, что всякое высказывание либо истинно, либо ложно, т. е. одно из двух высказываний «A
» и «не A
» является истинным (и третьего не дано). И. т. з. является одним из основополагающих принципов точного знания со времён Аристотеля. В математич. логике И. т. з. выражается формулой A∨¬A (читается «A» или «не A»), где ∨ – знак дизъюнкции, ¬ – знак отрицания.
В отличие от закона противоречия, который действует по отношению ко всем несовместимым друг с другом суждениям, закон исключенного третьего действует только в отношении противоречащих (контрадикторных) суждений.
С «интуиционистской» (и, в частности, «конструктивистской») точки зрения установление истинности высказывания вида «А или не А» означает:
- либо установление истинности {\displaystyle A};
- либо установление истинности его отрицания {\displaystyle \neg A}.

## Формулировка
В математической логике закон исключённого третьего выражается тождественно истинной формулой:
{\displaystyle A\vee \neg A,}
где:
- «{\displaystyle \vee }» — знак дизъюнкции;
- «{\displaystyle \neg }» — знак отрицания.

## Другие формулировки
Подобный смысл имеют другие логические законы, многие из которых сложились исторически.
В частности, закон двойного отрицания {\displaystyle \neg (\neg A)\rightarrow A} и закон Пирса {\displaystyle ((P\rightarrow Q)\rightarrow P)\rightarrow P} эквивалентны закону исключённого третьего в интуиционистской логике.
Это означает, что расширение системы аксиом интуиционистской логики любым из этих трёх законов в любом случае приводит к классической логике. И всё же, в общем случае, существуют логики, в которых все три закона неэквивалентны.

## Примеры
"Из двух противоречащих друг другу утверждений об отношении двух понятий одно утверждение – и только одно – необходимо должно быть истинным, так что невозможно никакое третье истинное утверждение... Так как, по закону противоречия, два противоречащих друг другу утверждения не могут быть оба сразу истинными, то истинность одного из таких утверждений означает ложность другого и – наоборот... Закон исключённого третьего говорит, кроме того, что истина лежит только в пределах этих двух утверждений. Кроме этих двух утверждений невозможно никакое третье об отношении между теми же понятиями, которое было бы истинным. В случае противоречащих суждений рассуждать приходится по схеме: «или – или. Третье не дано» (tertium non datur)."
"...Закон... не имеет силы по отношению к контрарной противоположности. Здесь остаётся возможным, что истина не заключается ни в одном из двух противоположных высказываний, но заключается в каком-то третьем утверждении."
Предположим, что P представляет собой утверждение «Сократ смертен». Тогда закон исключённого третьего для P примет вид: «Сократ смертен или Сократ бессмертен», — откуда ясно, что закон отсекает все иные варианты, при которых Сократ и не смертен, и не бессмертен. Последнее — это и есть то самое «третье», которое исключается.
Гораздо более тонкий пример применения закона исключённого третьего, который хорошо демонстрирует, почему он не является приемлемым с точки зрения интуиционизма, состоит в следующем. Предположим, что мы хотим доказать теорему, что существуют иррациональные числа {\displaystyle a} и {\displaystyle b} такие, что {\displaystyle a^{b}} рационально.
Известно, что {\displaystyle {\sqrt {2}}} иррациональное число (доказательство). Рассмотрим число:
{\displaystyle {\sqrt {2}}^{\sqrt {2}}}.
Очевидно (исключая третий вариант), что это число либо рационально, либо иррационально. Если данное число рационально, то теорема доказана. Искомые числа:
{\displaystyle a={\sqrt {2}}} и {\displaystyle b={\sqrt {2}}}
Но если число {\displaystyle {\sqrt {2}}^{\sqrt {2}}}является иррациональным, тогда пусть {\displaystyle a={\sqrt {2}}^{\sqrt {2}}} и {\displaystyle b={\sqrt {2}}}. Следовательно,
 то есть {\displaystyle a^{b}}— рациональное число.
По закону исключённого третьего иных вариантов быть не может. Поэтому теорема в общем случае доказана. Причём доказательство предельно просто и элементарно. С другой стороны, если принять интуиционистскую точку зрения и отказаться от закона исключённого третьего, теорема хотя и может быть доказана, но доказательство её становится исключительно сложным.